# 新梅站
新梅站（：／ Sinmae yeok */?）是大邱地鐵2號線沿線的一座地下車站，位於韓國大邱廣域市壽城區新梅洞。

## 車站結構
站體為2面2線側式月台的地下車站，候車月台設有月台幕門，並有7處出口。

### 月台配置
| 孤山 ↑ |
| \| 上  |
| ↓ 沙月 |

| 月台 | 路線               | 目的地                 |
| ---- | ------------------ | ---------------------- |
| 上行 | ●大邱都市鐵道2號線 | 半月堂、龍山、汶陽方向 |
| 下行 | ●大邱都市鐵道2號線 | 沙月、正坪、嶺南大方向 |

## 歷史
- 2005年10月18日：開通啟用。

## 車站周邊
- 世界·三角公園
- 梅湖公園
- 梅湖市場
- 梅湖中學
- 大邱時至初等學校
- 大邱青林初等學校
- 交通安全公團（朝鲜语：한국교통안전공단）
- 孤山119消防安全中心
- 韓國通訊孤山營業所

## 圖片

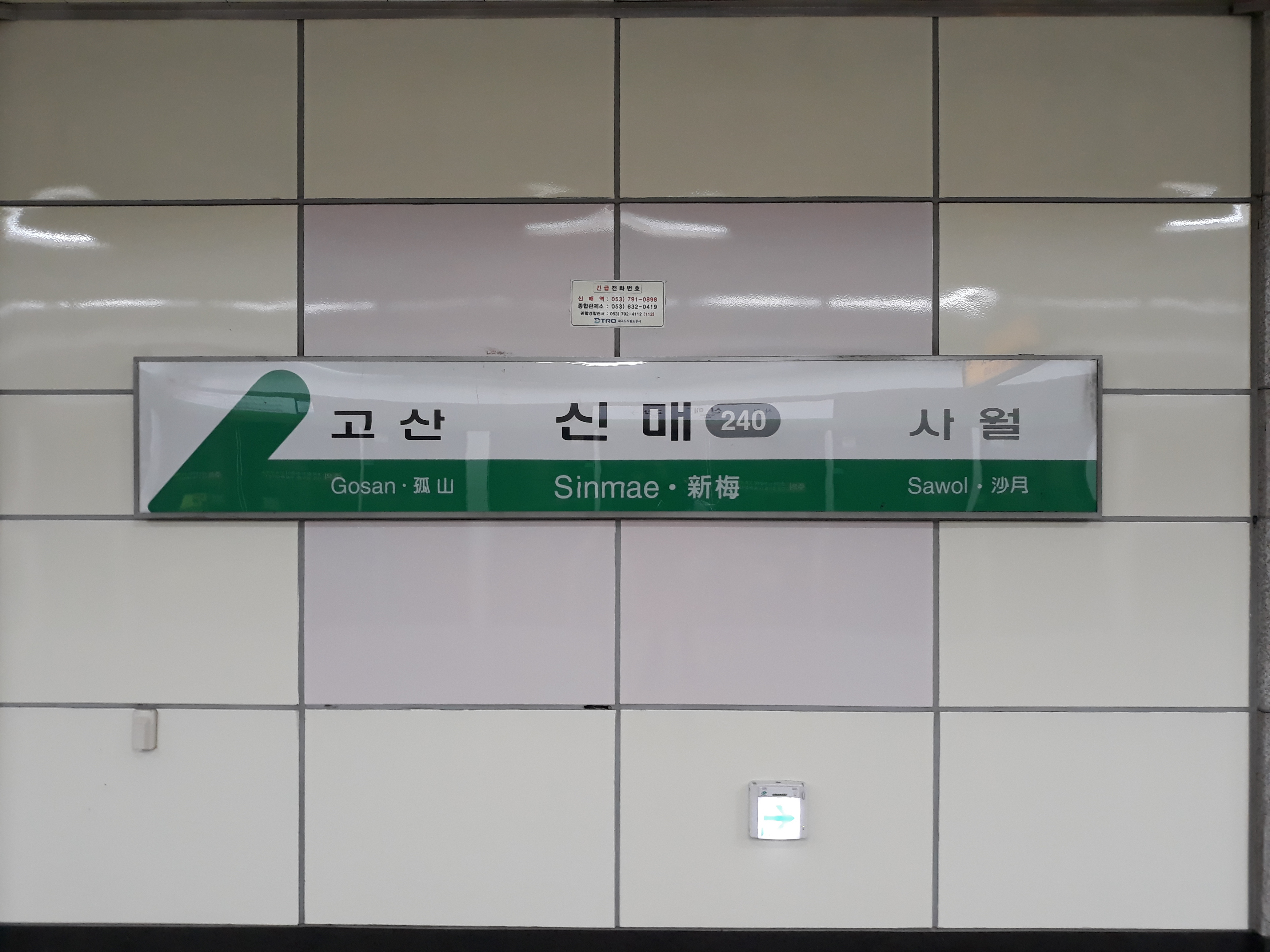
站名牌
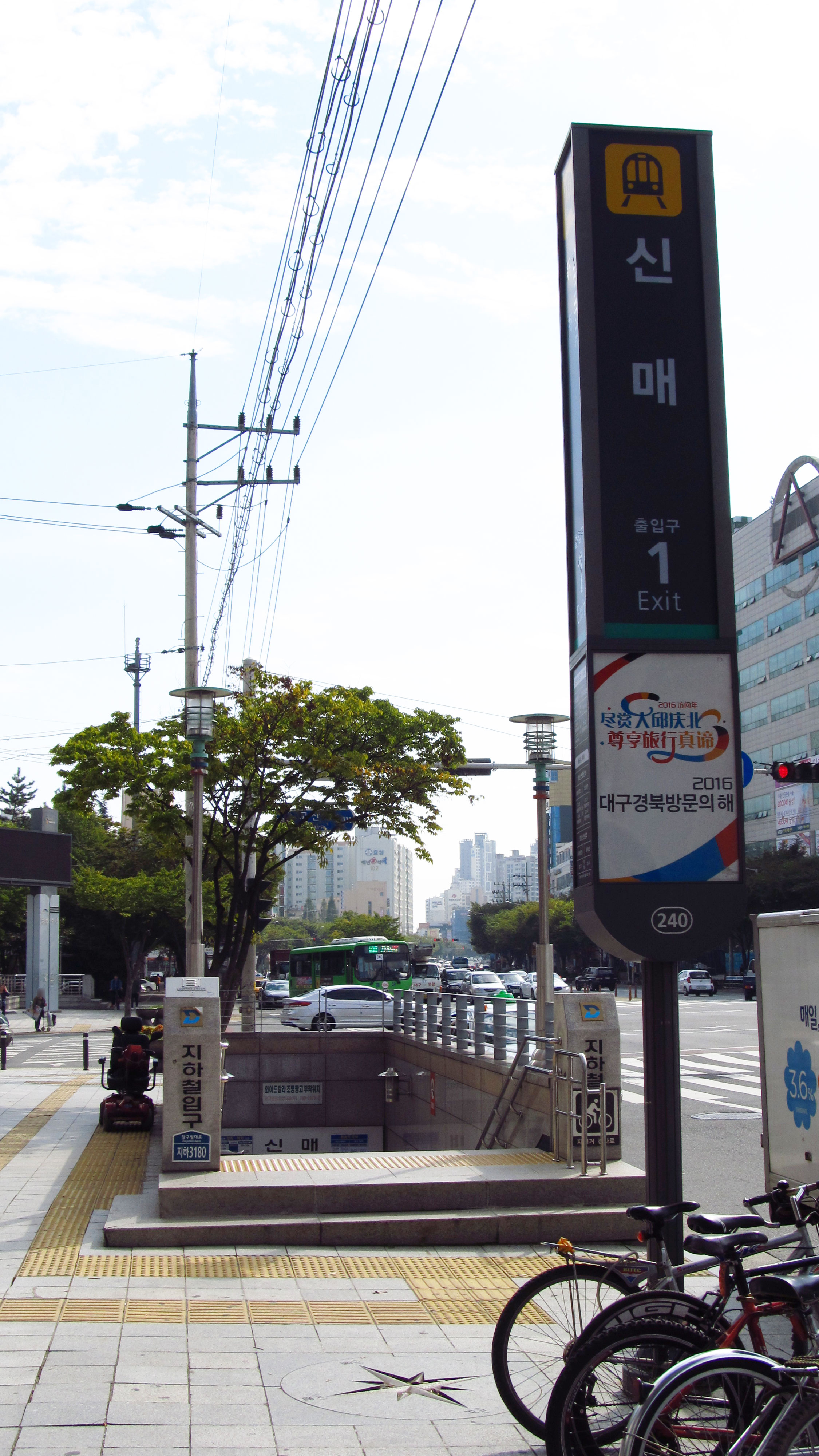
1號出口
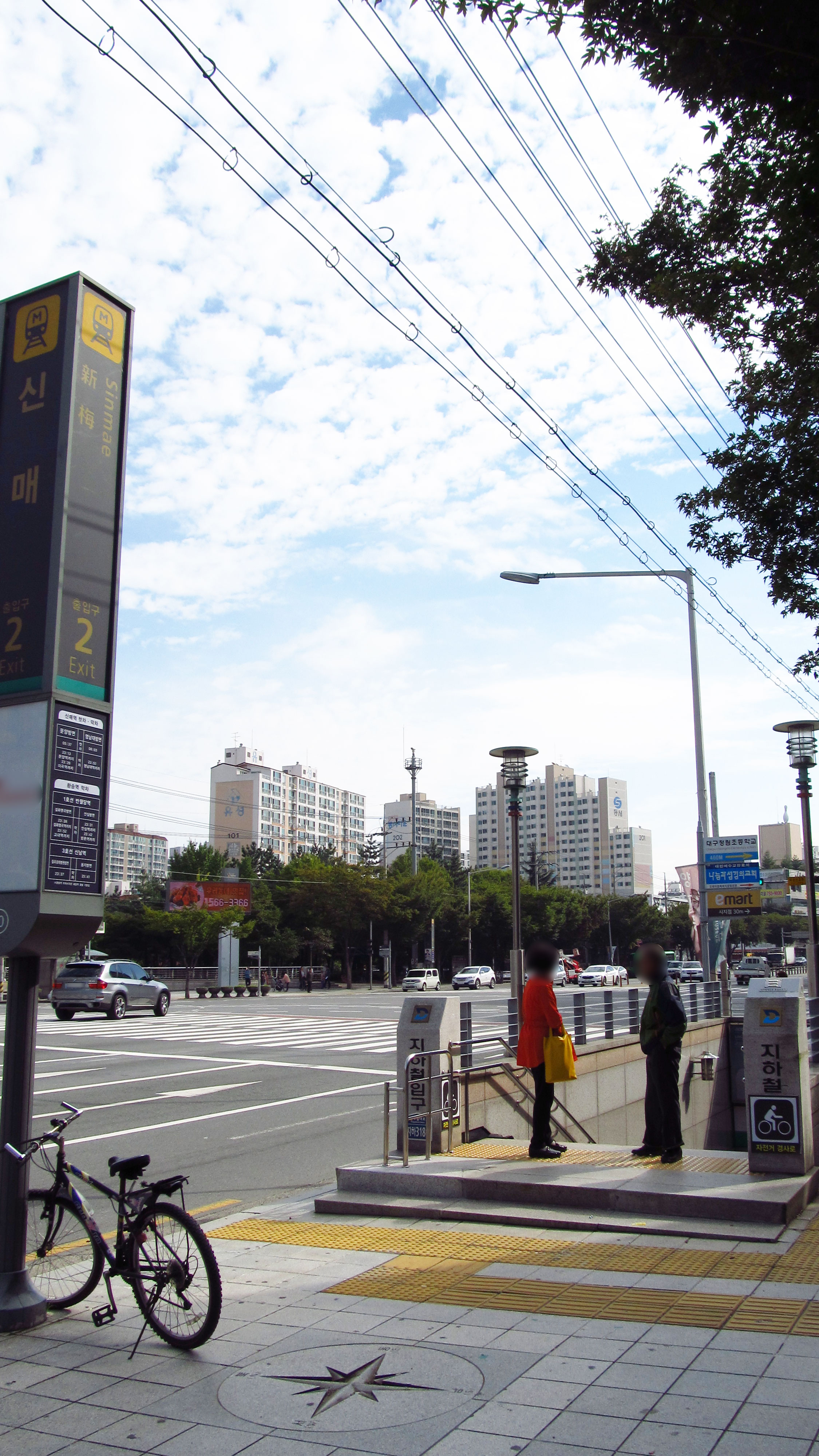
2號出口
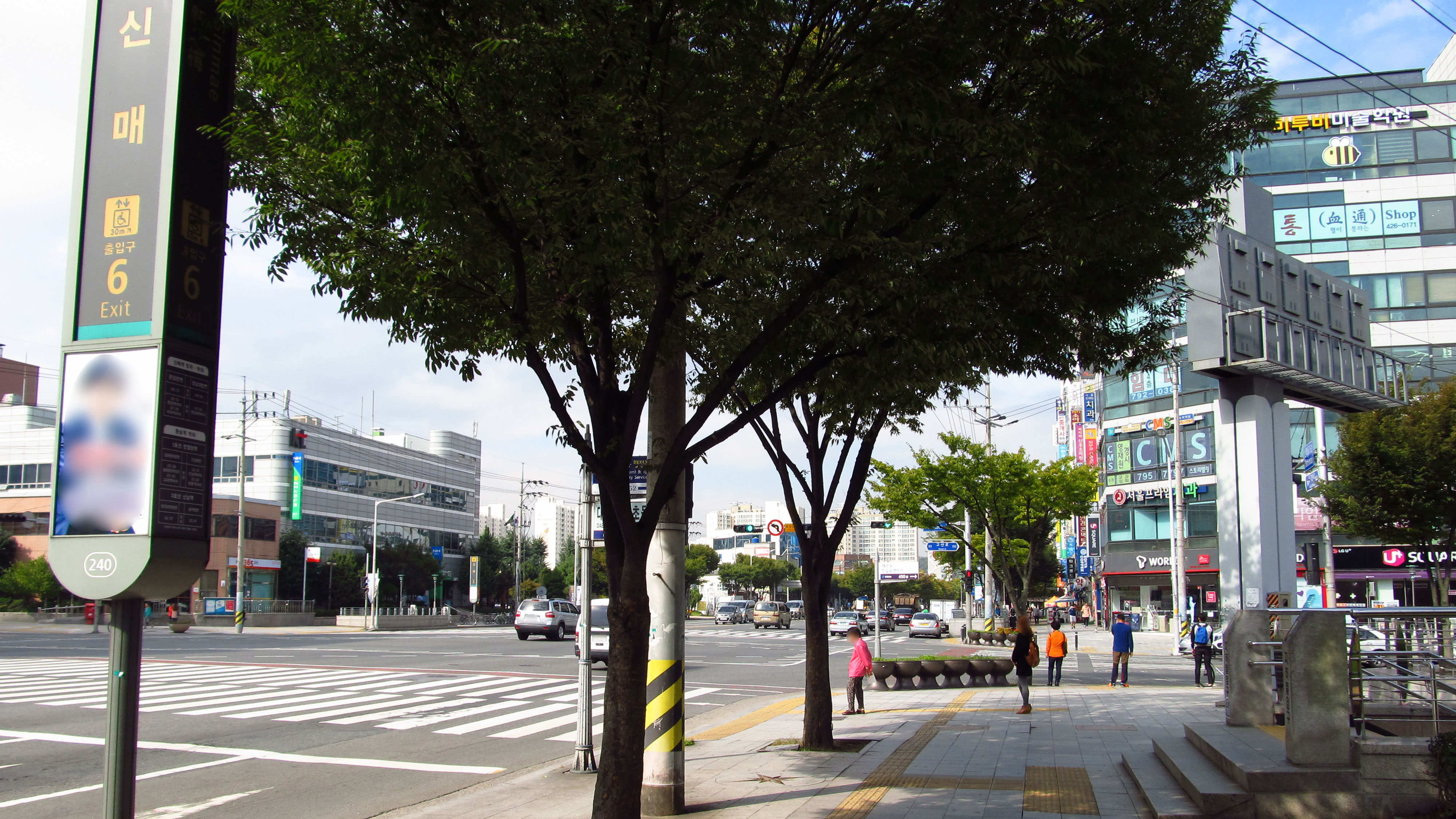
6號出口
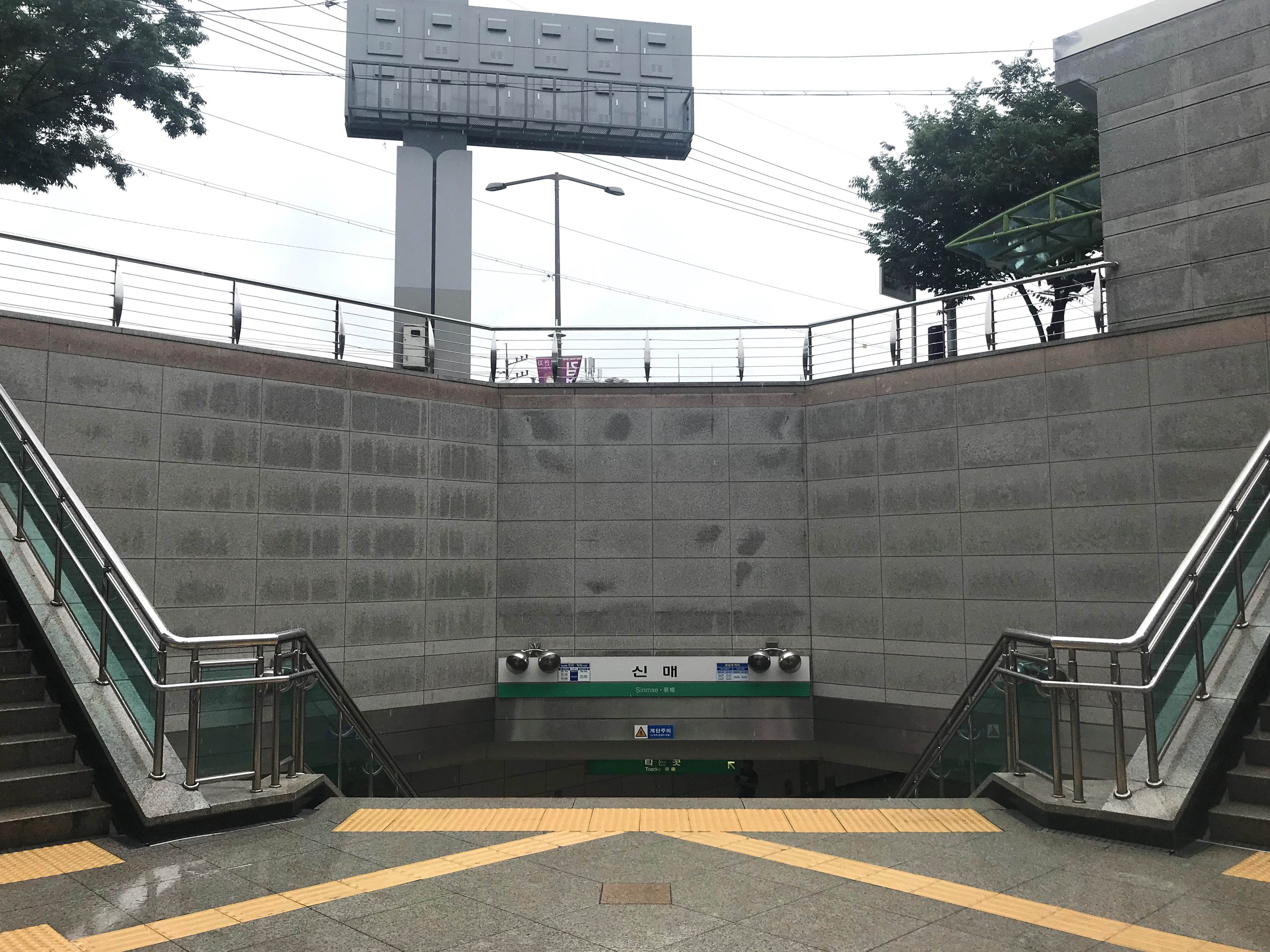
6號出口

## 相鄰車站
大邱都市鐵道公社
●大邱都市鐵道2號線
孤山（239）－新梅（240）－沙月（241）